# Cristóbal Vélez Ladrón de Guevara
Cristóbal Vélez Ladrón de Guevara y Galindo de Guzmán (1656-1728) fue un castellano, caballero de la orden de Santiago y tercer marqués de Quintana de las Torres.
Fue corregidor de Tunja, alcalde ordinario de Santafé, gobernador de las provincias de Santa Marta y de Popayán, también procurador.
Casado con Ángela Josefa de Caicedo y Vásquez de Velasco hija de Francisco Félix Beltrán de Caicedo y Mayorga.